# Johnny O'Keefe
John Michael O'Keefe né le 19 janvier 1935 à Bondi Junction en Nouvelle Galle du Sud et mort le 6 octobre 1978 à Sydney, est un chanteur de rock 'n' roll australien. Il commence sa carrière dans les années 1950. Ses chansons les plus connues sont Wild One, Shout! et She's my Baby . Au cours de ses vingt ans de carrière, O'Keefe a sorti plus de cinquante singles, 50 EP et 100 albums. Il a également été animateur de radio et de télévision
Souvent désigné par ses initiales ou par son surnom « The Wild One », Il est le premier artiste de rock 'n' roll australien à faire une tournée aux États-Unis et le premier artiste australien à figurer dans le Top 40 local.
Il meurt en 1978 d'une overdose.